# David Sancious
David Sancious (* 30. November 1953 in Long Branch, New Jersey) ist ein amerikanischer Fusionmusiker (Keyboards, Gitarre).

## Leben und Wirken
Sancious wuchs zunächst in seinem Geburtsort auf, ab dem siebten Lebensjahr in Belmar (New Jersey). Dort erhielt er zunächst klassischen Klavierunterricht; mit elf Jahren begann er auch Gitarre zu spielen und gründete eine eigene R&B Band. In Asbury Park (New Jersey) traf er auf Bruce Springsteen, mit dem er in verschiedenen Bands spielte; ab 1972 begleitete er diesen auf dem Album Greetings from Asbury Park, N.J., den beiden folgenden Studioalben und mehreren Tourneen. Im Herbst 1974 trennte er sich von der E Street Band, um mit Schlagzeuger Ernest „Boom“ Carter seine eigene Band Tone zu gründen, die zwischen Jazzrock und Artrock angesiedelt war. Billy Cobham produzierte deren erstes Album Forest of Feelings (1975); drei weitere Alben folgten bis 1978. In den nächsten Jahren legte Sancious die Alben Just As I Thought (1979) und The Bridge (1981) unter eigenem Namen vor. 
Als Sessionmusiker begleitete er seit den späten 1970er-Jahren Musiker wie Narada Michael Walden, Jack Bruce und Stanley Clarke. 1982 tourte er mit Jon Anderson, um dann mit dem Sänger Alex Ligertwood bei Santana zu spielen. (Ligertwood war schon 1978 bei seinem Album True Stories dabei.) In den nächsten Jahren arbeitete er ausgiebig mit Sting, Zucchero Fornaciari und Peter Gabriel, aber auch mit Youssou N’Dour, Living Colour, Seal, Bryan Ferry, Julia Fordham, Robbie Dupree, Natalie Merchant, Eric Clapton, France Gall und Hall & Oates. Auch legte er weitere Soloalben, wie Nine Piano Improvisations (2000) und Cinema (2005) vor.

## Preise und Auszeichnungen
2014 wurde Sancious als Mitglied der E Street Band in die Rock and Roll Hall of Fame aufgenommen.

## Diskographie
- David Sancious - The Chelsea Demos (1977) (Bootleg)
- Just as I Thought (1979)
- The Bridge (1981)
- Nine Piano Improvisations (2000)
- Cinema (2005)
- LIVE in the now (2007)

David Sancious & Tone
- Forest of Feelings (1975)
- Transformation (The Speed of Love) (1976)
- Dance of the Age of Enlightenment (1977)
- True Stories (1978)